# Zwi Taubes
Zwi Taubes (vollständiger Name: Chaim Zwi Taubes, hebräisch חיים צווי טאובס; geb. 16. März 1900 in Czernelica, Österreich-Ungarn; gest. 1966 in Jerusalem, Israel) war ein galizisch-schweizerischer Rabbiner und Gelehrter, der als Nachfolger des Oberrabbiners Martin Littmann Rabbiner der Israelitischen Cultusgemeinde Zürich war.

## Leben
Zwi Taubes wurde 1900 im österreichischen Galizien geboren. Er entstammte einer alten Rabbinerfamilie. Seine Ausbildung zum Rabbiner erwarb er an der Israelitisch-Theologischen Lehranstalt in Wien, wo er 1926 promovierte und anschließend Religionslehrer und Rabbiner in Baden bei Wien, Oderberg und Wien wurde. Von 1931 bis 1936 war er Lektor an der Israelitischen Theologischen Lehranstalt. 1936 wurde er Rabbiner an der Israelitischen Cultusgemeinde in Zürich. Seinen Wechsel nach Zürich kommentierte ein Artikel in der Nazizeitung Der Stürmer mit dem Titel „Zürich erhält einen neuen Zauber-Rabbi“.
Der Rabbiner war ein Vorkämpfer gegen den kirchlichen Antisemitismus, er war „für seinen Mut und seinen Widerstand gegen die Nazis und seine Hilfe für jüdische Flüchtlinge bekannt. Er war die erste offizielle jüdische Persönlichkeit, die David Frankfurter [nach seiner Verurteilung wegen des Attentats auf Wilhelm Gustloff] im Gefängnis besuchte“.
Taubes leitete auch die Misrachi-Bewegung in der Schweiz und schrieb mehrere wissenschaftliche Abhandlungen. Er wanderte nach seiner 1964 erfolgten Pensionierung 1966 nach Jerusalem aus, wo er schließlich Suizid beging.
Jacob Taubes (1923–1987) war sein Sohn.

## Publikationen (Auswahl)
- Lebendiges Judentum. Das jüdische Zentrum und seine Erneuerung. Hrsg. unter Mitwirkung des Rabbinerverbandes der Schweiz. Genève, Editions Migdal 1946 (= Colléction Migdal Nr. 3) (Inhaltsverzeichnis)
- Walter Wreschner, Chaim Zwi Taubes, Joseph Littmann: Festschrift anlässlich des 100jährigen Bestehens der Israelitischen Cultusgemeinde Zürich, 1962